# 愛媛県立大洲農業高等学校
愛媛県立大洲農業高等学校（えひめけんりつおおずのうぎょうこうとうがっこう）は、愛媛県大洲市にある高等学校である。

## 学科
- 生産科学科
- 食品化学科
- 生活科学科

平成26年度より
- 生産科学科
- 食品デザイン科

## 沿革
- 1922年 - 大洲村10ヶ町村学校組合立大洲高等農業補習学校が開校する。
- 1940年 - 県立に移管。愛媛県立大洲農業学校に改称。
- 1948年 - 学制改革により愛媛県立大洲農業高等学校になる。本校に定時制普通科・農業科併設、肱川分校に定時制農業科設置。
- 1949年 - 大洲第一高等学校、大洲第二高等学校と統合し、愛媛県立大洲高等学校となる。
- 1953年 - 大洲農業高校として独立。ただし肱川分校は大洲高校に存置し定時制普通科に転換。

## 著名な出身者
- 大森隆雄 - 大洲市長
- 井上治 - 陸上選手
- 西川慎一 - プロ野球選手